# Аполлоний Траллийский

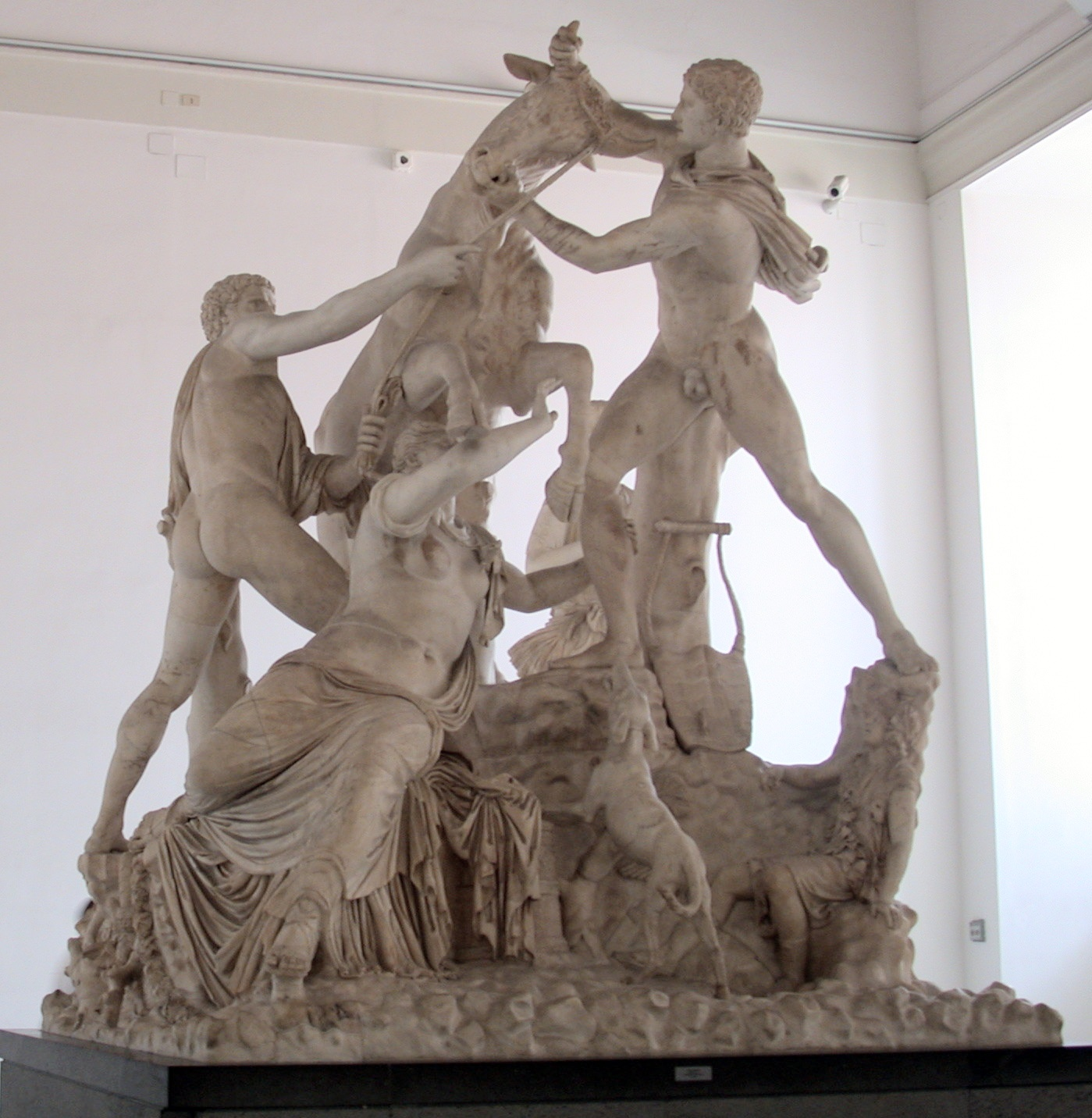
Фарнезский бык

Аполло́ний Траллийский (II—I вв. до н. э.) — древнегреческий скульптор родосской школы.
Аполлоний и его брат Тавриск, сыновья Артемидора из Тралл, были усыновлены родосцем Менекратом и являются представителями местной скульптурной школы, известной как «пейзажисты».
Аполлоний и Тавриск известны как авторы выполненной из цельного блока мрамора скульптуры «Казнь Дирки». Скульптура, созданная около 50 г. до н. э., изображает братьев Амфиона и Зефа, привязывающих к рогам дикого быка мучительницу своей матери Дирку. Согласно Плинию, скульптура была перевезена с Родоса в Рим, где оказалась в коллекции Азиния Поллиона, известного ценителя искусства. Скульптура, считающаяся классическим образцом позднего эллинистического искусства (и, возможно, представляющая собой авторское переосмысление более ранней работы скульптора Филеса), стала образцом для многочисленных копий и подражаний, включая геммы и фреску в Помпеях, а также изображение на лидийских монетах, чеканившихся около 200 года н. э. Одна из мраморных копий, известная по одному из мест хранения как «Фарнезский бык», найдена в сильно повреждённом состоянии в 1546 году в термах Каракаллы и отреставрирована. В настоящее время находится в Археологическом музее Неаполя.